# 瓜部
瓜部（かぶ）は、漢字を部首により分類したグループの一つ。
康熙字典214部首では97番目に置かれる（5画の3番目、午集の3番目）。

## 概要

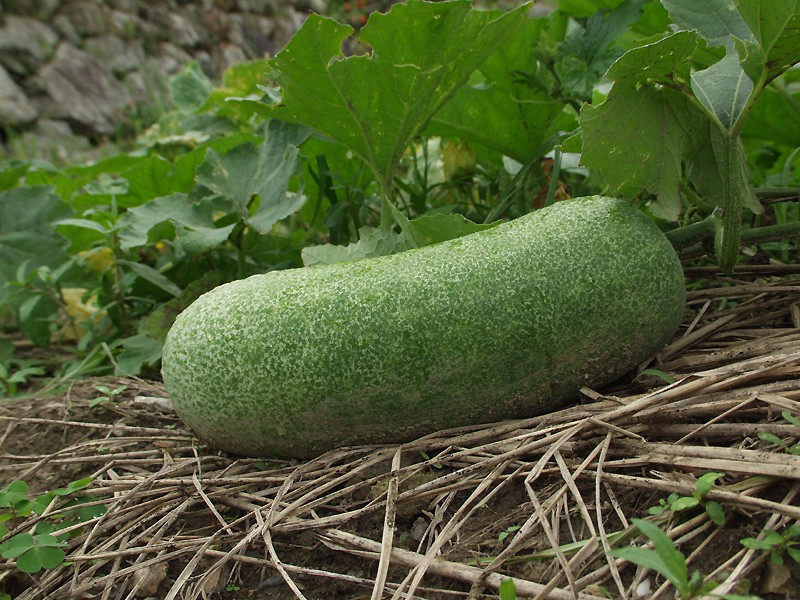
冬瓜

瓜部には「瓜」を筆画の一部として持つ漢字を分類している。
単独の「瓜」字は、ウリすなわちウリ科の蔓性一年草あるいはその実を意味する。字源としてはウリの身を象る象形文字である。「瓜」は意符としてはウリ科植物に関する文字に含まれる。

## 字体のデザイン差
なお日本の新字体では「瓜」を構成要素に持つ字はムの2画を縦・横・点の3画に分けたため「瓜」の部分を6画とする。また表外漢字字体表では「瓜」「瓢」の「瓜」の部分を同様に6画とする。

## 部首の通称
- 日本語：うり
- 中国語：瓜字旁・瓜字底
- 朝鮮語：오이과부（oi gwa bu、うりの瓜部）
- 英語：Radical melon

## 部首字

金文
大篆
小篆

瓜（瓜）
- 中古音
  - 広韻 - 古華切、麻韻、平声
  - 詩韻 - 麻韻、平声
  - 三十六字母 - 見母
- 現代音
  - 普通話 - 拼音: guā 注音: ㄍㄨㄚ ウェード式: kua1
  - 広東語 - 粤拼: gwaa1 イェール式: gwa1
- 日本語 - 音：カ（クヮ）（漢音） 訓：うり
- 朝鮮語 - 音：과(gwa) 訓：오이（oi、うり）

- 金文
- 大篆
- 小篆

## 例字
- 瓜（瓜）
- 6瓠・11瓢・14瓣（弁→廾部）